# Roger Chappot
Roger Chappot (17 de outubro de 1940 — 7 de abril de 2020) foi um jogador profissional de hóquei no gelo da Suíça.
Foi o artilheiro da liga suíça na temporada de 1964.
Morreu em 7 de abril de 2020 por complicações da COVID-19.